# Burhanettin Çakırefe
Burhanettin Çakırefe (* 21. Mai 1987 in Menemen) ist ein türkischer Fußballspieler.
Nach Anfängen bei Altay İzmir spielte Çakırefe für zahlreiche Vereine der dritten und vierten türkischen Liga.